# Serrat d'Enrams
El Serrat d'Enrams és un serrat del terme municipal de Tremp, dins del territori de l'antic terme de Suterranya.
Es troba al nord-nord-est de la població de Suterranya, de manera que forma el primer contrafort de la Serra de Coll, que comença més al nord. Està format bàsicament per tres turons, de 742,2, 739,3 i 722,3 m. alt., arrenglerats d'oest-nord-oest a est-sud-est.